# Amelora vittuligera
Amelora vittuligera är en fjärilsart som beskrevs av Walker 1862. Amelora vittuligera ingår i släktet Amelora och familjen mätare. Inga underarter finns listade i Catalogue of Life.